# Micrurus hippocrepis
Micrurus hippocrepis är en ormart som beskrevs av Peters 1862. Micrurus hippocrepis ingår i släktet korallormar och familjen giftsnokar. Inga underarter finns listade i Catalogue of Life.
Arten förekommer med tre från varandra skilda populationer i Belize och östra Guatemala. Den vistas i låglandet och i kulliga områden mellan 50 och 600 meter över havet. Micrurus hippocrepis lever i fuktiga skogar och den gräver ibland i lövskiktet eller i det översta jordlagret.
Skogarnas omvandling till jordbruksmark är ett hot mot beståndet. Arten är fortfarande vanligt förekommande. IUCN listar Micrurus hippocrepis som livskraftig (LC).